# لارنس تیرنی
لارنس تیرنی (انگلیسی: Lawrence Tierney؛ ۱۵ مارس ۱۹۱۹ – ۲۶ فوریهٔ ۲۰۰۲) هنرپیشه اهل ایالات متحده آمریکا بود.

## گزیده فیلمشناسی
از فیلم‌ها یا برنامه‌های تلویزیونی که وی در آن نقش داشته‌است می‌توان به آثار زیر اشاره کرد.
- دختر حکومتی (۱۹۴۳)
- دیلینجر (فیلم ۱۹۴۵) (۱۹۴۵)
- قاتل مادرزاد (۱۹۴۷)
- شیطان در کمین (۱۹۴۷)
- بادیگارد (فیلم ۱۹۴۸) (۱۹۴۸)
- بزرگترین نمایش روی زمین (۱۹۵۲)
- فاتح غرب (۱۹۶۷)
- گلوریا (فیلم ۱۹۸۰) (۱۹۸۰)
- سلاح عریان: پرونده‌های جوخه پلیس! (۱۹۸۰)
- آرتور (فیلم ۱۹۸۱) (۱۹۸۱)
- ولگرد (فیلم ۱۹۸۱) (۱۹۸۱)
- شرف خانواده پریتزی (۱۹۸۵)
- گلوله نقره (۱۹۸۵)
- قوانین مورفی (فیلم) (۱۹۸۶)
- بچه‌های سرسخت (۱۹۸۷)
- شهر امید (۱۹۹۱)
- سگ‌های انباری (۱۹۹۲)
- جونیور (فیلم ۱۹۹۴) (۱۹۹۴)
- ۲ روز در دره (۱۹۹۶)
- آرماگدون (فیلم ۱۹۹۸) (۱۹۹۸)